# Yuma (Arizona)
Yuma é uma cidade localizada no estado americano do Arizona, no condado de Yuma, do qual é sede. Foi incorporada em 1914.

## Geografia
De acordo com o United States Census Bureau, a cidade tem uma área de 311,9 km², onde 311,5 km² estão cobertos por terra e 0,4 km² por água.

### Localidades na vizinhança
O diagrama seguinte representa as localidades num raio de 40 km ao redor de Yuma.

## Demografia
Segundo o censo nacional de 2010, a sua população é de 93 064 habitantes e sua densidade populacional é de 298,7 hab/km². Possui 38 626 residências, que resulta em uma densidade de 124 residências/km².